# Lotte Schöne
Lotte Schöne, geborene Charlotte Bodenstein, verheiratete Schönwälder, verheiratete Flandrak, (* 15. Dezember 1891 in Wien; † 22. Dezember 1977 in Bobigny bei Paris) war eine österreichische Opern- und Liedersängerin (Sopran).

## Leben
Lotte Schöne gilt als eine der großen deutschsprachigen Opernsängerinnen in der ersten Hälfte des Zwanzigsten Jahrhunderts. Ihre größten Triumphe feierte sie in der Zeit nach dem Ersten Weltkrieg bis zur Machtübernahme durch die Nationalsozialisten. In dieser Periode sang Lotte Schöne vor allem in Wien und Berlin, aber auch bei den Salzburger Festspielen und bei zahlreichen Auslandsgastspielen.
Ihr Vater war der Geschäftsführer Otto Siegfried Bodenstein (* 1862 Wien), ihre Mutter Josefine Bodenstein, geb. Hilfreich (* 1864 Wiener Neustadt). Nach dem Besuch von Volksschule und Lyzeum erhielt Lotte Schöne in Wien von 1908 bis 1912 zunächst eine Gesangsausbildung bei Johannes Ress und dessen Schwester Luise sowie von 1912 bis 1915 bei Maria Brossement. Sie debütierte 1912 an der Wiener Volksoper als Brautjungfer in Carl Maria von Webers Freischütz. Schon ein Jahr später wurde sie an die Wiener Hofoper (die spätere Staatsoper) verpflichtet, wo sie in der Ägide von Franz Schalk bis 1926 Triumphe feierte. Danach konnte Lotte Schöne an der Städtischen Oper Berlin ihre Karriere nahtlos fortsetzen. Regelmäßige Engagements bei den Salzburger Festspielen (sie sang bereits 1922 bei den ersten Opernaufführungen der Salzburger Festspiele), wo sie vor allem in Mozart-Opern, aber auch als Konzertsängerin auftrat, unterstrichen ihre außerordentliche Bedeutung.
In den ersten Jahren standen bei Lotte Schöne die Mozart-Partien im Vordergrund. So wurde sie als Cherubino in Figaros Hochzeit, Despina in Così fan tutte, Pamina in Die Zauberflöte und Zerline in Don Giovanni umjubelt. Später kamen auch die lyrischen Partien hinzu. Sie sang unter anderem die Liu in Puccinis Turandot (1927 bei den jeweiligen Landespremieren in Berlin und London) und die Mélisande in Pelléas et Mélisande. Als Letztere wurde sie unter anderem auch 1930 in der Opéra-Comique in Paris gefeiert.
Mit der Machtübernahme durch die Nationalsozialisten musste Lotte Schöne als Jüdin Deutschland verlassen. Sie ging nach Paris, wo sie sowohl an der Opéra-Comique als auch an der Grand Opéra engagiert wurde. Bis 1935 konnte sie daneben noch bei den Salzburger Festspielen auftreten. Auch Konzertreisen durch Frankreich, Holland und die Schweiz waren zu dieser Zeit noch möglich. Doch als die deutschen Truppen 1940 in Frankreich einmarschierten, blieb ihr nur die Flucht in ein kleines Dorf in den französischen Alpen, wo sie sich versteckte und den Krieg mühsam überlebte. An ihre frühere Karriere konnte sie nach dieser Zeit nie mehr anschließen. Bis 1953 trat sie noch gelegentlich als Konzertsängerin auf, dann lebte sie als Gesangspädagogin in Paris. Von ihrer großen Zeit blieben nur Schallplattenaufnahmen übrig, die teilweise heute als Compact Discs oder MP3-Download erhältlich sind und über ihre zauberhafte Stimme Auskunft geben. Was aber, wie Zeitzeugen berichten, nur einen Teil Ihrer überragenden Persönlichkeit ausmachte. So heißt es in einer französischen Konzertkritik 1930: „Mit Schubert und Schumann, mit Hugo Wolff [sic] und Brahms, auch mit Liszt wechselte sie von Fröhlichkeit zu Ergriffenheit, von Anmut zu kapriziöser Leichtigkeit, variierte sie die Farbe ihres Ausdrucks, die Beredtheit ihres Stils, ihre geistvolle Mimik – denn die Beweglichkeit ihres schönen Gesichts ist ein zusätzlicher Reiz – und zeigte immer wieder andere Facetten ihrer wunderbar geschmeidigen Stimme.“
Lotte Schöne hinterließ Aufnahmen bei Vox (Berlin 1921 und 1927), Odeon (Berlin 1924–27), Electrola (Berlin 1927–31 und Wien 1934). Nach dem Zweiten Weltkrieg entstanden Rundfunkaufnahmen mit Liedern (Radiodiffusion francaise, Paris 1948 und RIAS, Berlin 1950).

## Gedenken

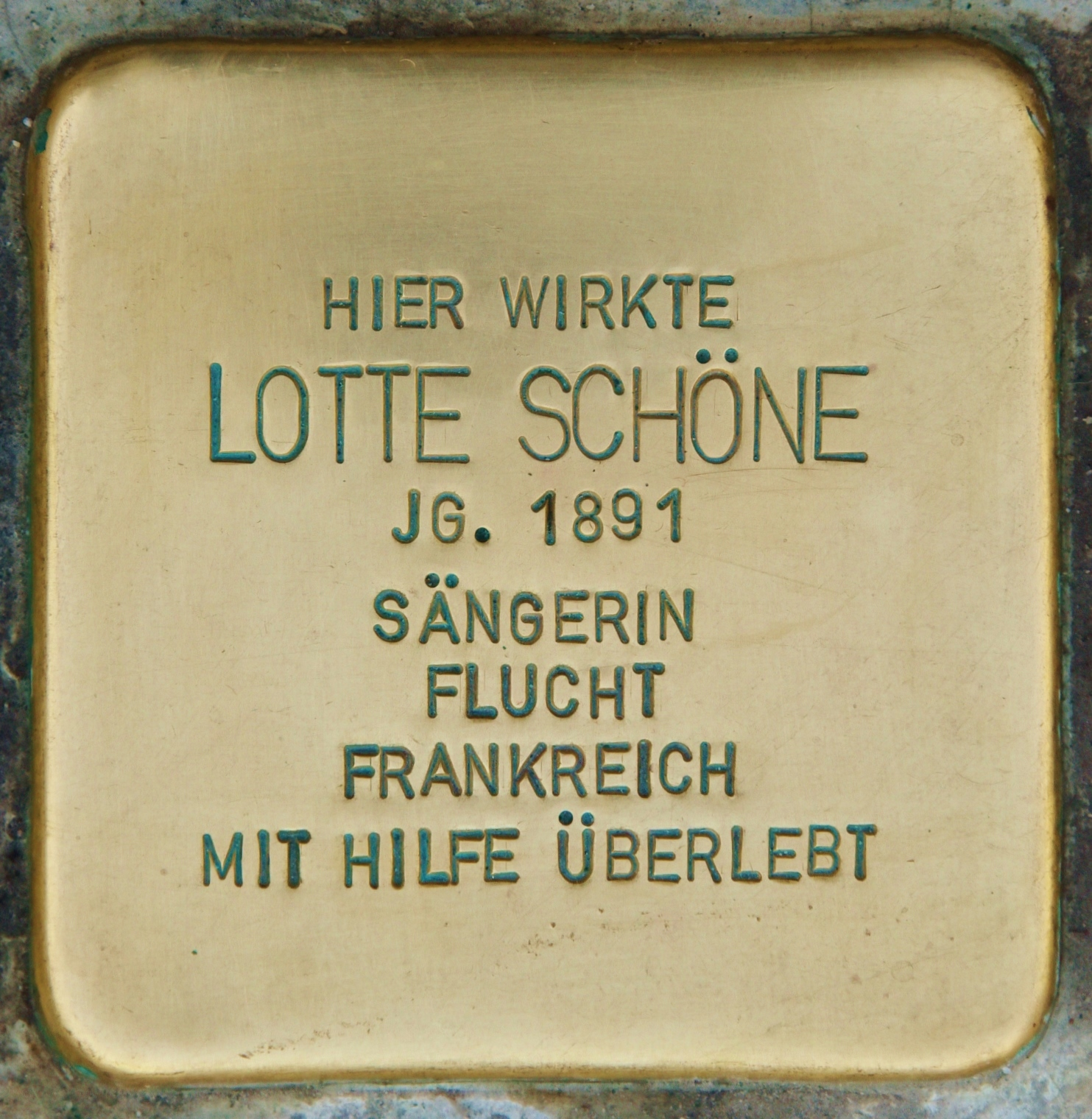
Stolperstein in Salzburg

Am 17. August 2020 wurde durch den Künstler Gunter Demnig vor dem Haus für Mozart in Salzburg ein Stolperstein für Lotte Schöne verlegt.

## Partien (Auswahl)
Wien
- Adele in Die Fledermaus
- Papagena in Die Zauberflöte
- Barbarina in Die Hochzeit des Figaro
- Cherubino in Die Hochzeit des Figaro
- Susanna in Die Hochzeit des Figaro
- Ännchen in Der Freischütz
- Oskar in Ein Maskenball
- Musetta in La Bohème
- Urbain in Die Hugenotten
- Norina in Don Pasquale
- Jano in Jenufa (Erstaufführung)
- Olympia in Hoffmanns Erzählungen

Berlin
- Liu in Turandot
- Melisande in Pelléas et Mélisande
- Mimi in La Bohème
- Pamina in Die Zauberflöte
- Gilda in Rigoletto
- Annina in Eine Nacht in Venedig
- Adina in Der Liebestrank

Salzburg
- Despina in Così fan tutte
- Pamina in Die Zauberflöte
- Zerlina in Don Giovanni
- Cherubino in Die Hochzeit des Figaro

Paris
- Marzelline in Fidelio
- Melisande in Pelléas et Mélisande
- Adele in Die Fledermaus

## Diskographie (Auswahl)
- Schöne and Tauber in Operetta, Nimbus/Edel, Hamburg 2010
- The Art of Lotte Schöne (Aufnahmen 1924–1931), Doppel-CD, Preiser/Naxos, Wien 1997
- Lotte Schöne Arien, Pavilion/Preiser, Wien 2006
- Donizetti The Supreme Operatic Recordings (Aufnahmen 1920–1932), darin Lotte Schöne: Seht mich bereit (Don Pasquale), Pavilion/Preiser, Wien 2006
- ABC der Gesangskunst, Teil 6 (Doppel-CD), darin Lotte Schöne: Der Hirt auf dem Felsen (Schubert), Signore ascolta (Turandot), Deine Mutter soll dich in Armen tragen (Madame Butterfly), Cantus-Line DA-Music, Diepholz 2002
- Four Famous Sopranos Of The Past (Lotte Schöne, Fritzi Jokl, Irene Eisinger, Luise Szabo), Preiser/Naxos, Wien 1998
- Golden Operetta (Aufnahmen 1926–1938), darin Lotte Schöne: Mein Herr was dächten Sie von mir (Die Fledermaus), Wien, Preiser 1997
- Unvergessene Stimmen der Wiener Staatsoper (4 CD-Set), darin Lotte Schöne: Mit starrem Angesicht (Ein Maskenball), Preiser/Naxos, Wien 1997
- The complete Lotte Schöne (5 CD-Set), Marston 55002-2 Schallplatte von Lotte Schöne (Berlin 1924)

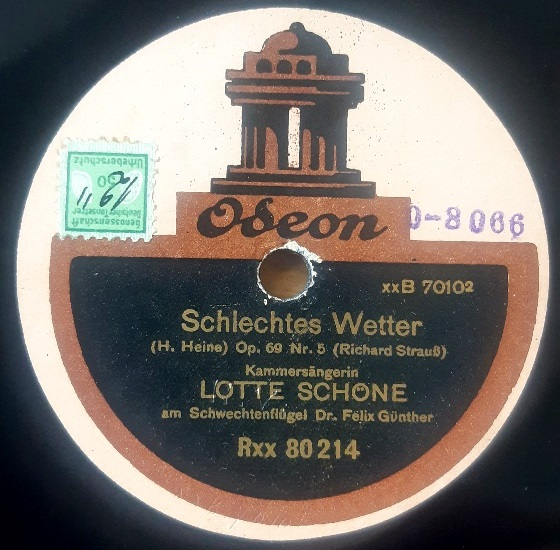
Schallplatte von Lotte Schöne (Berlin 1924)